# Década de 1100
Séculos: Século XI - Século XII - Século XIII
Décadas: 1070 1080 1090 - 1100 - 1110 1120 1130
Anos: 1100 - 1101 - 1102 - 1103 - 1104 - 1105 - 1106 - 1107 - 1108 - 1109